# 亜獣譚
『亜獣譚』（あじゅうたん）は、江野スミによる日本の漫画。2016年12月から2020年2月まで『裏サンデー』（小学館）および『マンガワン』にて連載された。「害獣病」と呼ばれる病気が蔓延する架空世界を舞台にし、｢性｣にまつわる様々なこと(性的嗜好や性愛、トラウマなど)を描いた作品だと説明されている。
2017年7月に「WEBマンガ総選挙」にノミネート（未受賞）。同年8月には「第3回次にくるマンガ大賞Webマンガ部門」にノミネートされ、12位に入賞した。

## あらすじ
人が異形の獣と化す病「害獣病」が蔓延する世界。害獣駆除兵の男アキミア・ツキヒコは、害獣を追って入った森の中で衛生兵の女ホシ・ソウと出会う。ソウから森で行方不明となっている弟ホシ・チルの保護を求められたアキミアは、ソウが自身と婚姻することを条件にそれを了承し、チルの捜索を始める。

## 登場人物
アキミア・ツキヒコ
本作の主人公。害獣駆除兵分隊副長を務める男性で、筋骨隆々な肉体と眼鏡が特徴。
ホシ・ソウ
本作のヒロイン。衛生兵を務める美しい女性で、弟を助けてもらうことを条件にアキミアと婚約をする。
ホシ・チル
ソウの弟。ノピン士官学校害獣駆除科の1年生で、害獣駆除兵二等兵。「ヴィエドゴニャ」と呼ばれる特殊な害獣病患者であることが周知されており、去勢手術も受けている。

## 用語
害獣病
発症すると体が異形の獣と化していく奇病。主に感染者との性交渉と妊娠による母子感染で感染し、母子感染の場合は通常より重篤な（既に害獣病が進行している）状態で生まれる。治療法は確立されていないが発症を抑制する薬は開発されており、それを服用することで害獣化を防ぐことができる。感染者は去勢手術を受けることが法で定められているが、感染していることを秘匿し、手術を受けずに生活している者もいる。
害獣
爬虫類や鳥類に似た異形の獣。外見や生態は様々だが染色体や生殖器の作りだけは共通しているため、全くの別種に見える害獣同士でも交配が可能。
ヴィエドゴニャ
害獣病の菌に耐性を持つ人間。害獣病に感染した母親から人間の姿で産まれ、生きている間は害獣病を発症しないが死ぬと害獣になる。通常の害獣病患者と同様、去勢が義務付けられている。
「ヴィエドゴニャ」はスラブの民間伝承に登場する既存の名称であり、伝承では寝ている間に悪霊と闘い、死ぬと必ず吸血鬼になる運命を持つ吸血鬼ハンターの一種。

## 書誌情報
- 江野スミ 『亜獣譚』 小学館〈裏少年サンデーコミックス〉、全8巻
  1. 2017年5月17日発行（2017年5月12日発売[6]）、ISBN 978-4-09-127602-5
  2. 2017年10月24日発行（2017年10月19日発売[7]）、ISBN 978-4-09-128006-0
  3. 2018年2月24日発行（2018年2月19日発売[8]）、ISBN 978-4-09-128170-8
  4. 2018年8月14日発行（2018年8月9日発売[9]）、ISBN 978-4-09-128441-9
  5. 2019年1月23日発行（2019年1月18日発売[10]）、ISBN 978-4-09-128758-8
  6. 2019年5月22日発行（2019年5月17日発売[11]）、ISBN 978-4-09-129214-8
  7. 2019年10月23日発行（2019年10月18日発売[12]）、ISBN 978-4-09-129422-7
  8. 2020年4月22日発行（2020年4月17日発売[13]）、ISBN 978-4-09-850096-3
- 江野スミ 『亜獣譚のちょいたし－総集編－』（2020年4月17日配信）[14]、電子書籍オリジナル企画